# Damernas 200 meter ryggsim vid världsmästerskapen i kortbanesimning 2024
Damernas 200 meter ryggsim vid världsmästerskapen i kortbanesimning 2024 avgjordes den 15 december 2024 i Donau Arena i Budapest i Ungern.
Guldet togs av amerikanska Regan Smith efter ett lopp på 1 minut och 58,04 sekunder, vilket blev ett nytt världsrekord. Silvret togs av kanadensiska Summer McIntosh och bronset togs av Anastasija Sjkurdaj som tävlade för Neutral Athletes A.

## Rekord
Inför tävlingens start fanns följande världs- och mästerskapsrekord:
|                   | Namn           | Nation | Tid     | Ort         | Datum           |
| ----------------- | -------------- | ------ | ------- | ----------- | --------------- |
| Världsrekord      | Regan Smith    | USA    | 1.58,83 | Singapore   | 2 november 2024 |
| Mästerskapsrekord | Katinka Hosszú | Ungern | 1.59,23 | Doha, Qatar | 5 december 2014 |

Följande nya rekord noterades under mästerskapet:
| Datum       | Omgång | Namn        | Nationalitet | Tid     | Rekord |
| ----------- | ------ | ----------- | ------------ | ------- | ------ |
| 15 December | Final  | Regan Smith | USA          | 1.58,04 | 0VR0   |

## Resultat

### Försöksheat
Försöksheaten startade klockan 09:46.
| Placering | Heat | Bana | Namn                      | Nationalitet        | Tid     | Noteringar |
| --------- | ---- | ---- | ------------------------- | ------------------- | ------- | ---------- |
| 1         | 3    | 2    | Summer McIntosh           | Kanada              | 2.01,52 | 0Q0        |
| 2         | 4    | 4    | Anastasija Sjkurdaj       | Neutral Athletes A  | 2.01,78 | 0Q0        |
| 3         | 5    | 1    | Carmen Weiler             | Spanien             | 2.02,16 | 0Q0        |
| 4         | 3    | 6    | Phoebe Bacon              | USA                 | 2.02,36 | 0Q0        |
| 5         | 5    | 4    | Regan Smith               | USA                 | 2.02,42 | 0Q0        |
| 6         | 5    | 5    | Pauline Mahieu            | Frankrike           | 2.03,26 | 0Q0        |
| 7         | 3    | 4    | Iona Anderson             | Australien          | 2.03,57 | 0Q0        |
| 8         | 4    | 6    | Milana Stepanova          | Neutral Athletes B  | 2.04,62 | 0Q0        |
| 9         | 3    | 5    | Gabriela Georgieva        | Bulgarien           | 2.04,63 | R          |
| 10        | 5    | 8    | Dóra Molnár               | Ungern              | 2.04,88 | R          |
| 11        | 5    | 3    | Aimi Nagaoka              | Japan               | 2.04,91 |            |
| 12        | 3    | 0    | Adela Piskorska           | Polen               | 2.05,19 |            |
| 13        | 3    | 9    | Lottie Cullen             | Irland              | 2.05,57 |            |
| 14        | 4    | 5    | Bella Grant               | Australien          | 2.05,65 |            |
| 15        | 4    | 3    | Aissia Claudia Prisecariu | Rumänien            | 2.05,81 |            |
| 16        | 4    | 8    | Regan Rathwell            | Kanada              | 2.05,92 |            |
| 17        | 5    | 2    | Giulia D'Innocenzo        | Italien             | 2.06,13 |            |
| 18        | 5    | 6    | Zhang Jingyan             | Kina                | 2.06,37 |            |
| 19        | 4    | 1    | Eszter Szabó-Feltóthy     | Ungern              | 2.06,69 |            |
| 20        | 4    | 2    | Emma Godwin               | Nya Zeeland         | 2.06,96 |            |
| 21        | 3    | 1    | Xeniya Ignatova           | Kazakstan           | 2.07,00 |            |
| 22        | 5    | 7    | Iris Julia Berger         | Österrike           | 2.07,05 |            |
| 23        | 3    | 8    | Kristen Romano            | Puerto Rico         | 2.07,60 |            |
| 24        | 4    | 7    | Hannah Pearse             | Sydafrika           | 2.08,41 |            |
| 25        | 4    | 9    | Justine Murdock           | Litauen             | 2.08,86 |            |
| 26        | 5    | 0    | Xiandi Chua               | Filippinerna        | 2.09,43 |            |
| 27        | 3    | 7    | Cindy Cheung              | Hongkong            | 2.09,49 |            |
| 28        | 2    | 5    | Zuri Ferguson             | Trinidad och Tobago | 2.10,62 |            |
| 29        | 4    | 0    | Alexia Sotomayor          | Peru                | 2.12,40 |            |
| 30        | 2    | 7    | Laurent Estrada           | Kuba                | 2.12,78 |            |
| 31        | 2    | 8    | Danielle Titus            | Barbados            | 2.12,86 |            |
| 32        | 2    | 6    | Anishta Teeluck           | Mauritius           | 2.14,13 |            |
| 33        | 2    | 2    | Elisabeth Erlendsdottir   | Färöarna            | 2.14,24 |            |
| 34        | 5    | 9    | Nika Sjarafutdinova       | Ukraina             | 2.14,86 |            |
| 35        | 2    | 9    | Melissa Diego             | Guatemala           | 2.15,02 |            |
| 36        | 2    | 1    | Taline Mourad             | Libanon             | 2.16,30 |            |
| 37        | 2    | 4    | Natalia Zaiteva           | Moldavien           | 2.16,73 |            |
| 38        | 2    | 3    | Ariuntamir Enkh-Amgalan   | Mongoliet           | 2.20,37 |            |
| 39        | 2    | 0    | Un Iao Wong               | Macao               | 2.23,68 |            |
| 40        | 1    | 5    | Marseleima Moss           | Fiji                | 2.24,22 |            |
| 41        | 1    | 4    | Idealy Tendrinavalona     | Madagaskar          | 2.26,25 |            |
| 42        | 1    | 3    | Piper Raho                | Nordmarianerna      | 2.34,78 |            |
|           | 3    | 3    | Qian Xinan                | Kina                | 0DNS0   | 0DNS0      |

### Final
Finalen startade klockan 18:02.
| Placering | Bana | Namn                | Nationalitet       | Tid     | Noteringar |
| --------- | ---- | ------------------- | ------------------ | ------- | ---------- |
| 1         | 2    | Regan Smith         | USA                | 1.58,04 | 0VR0       |
| 2         | 4    | Summer McIntosh     | Kanada             | 1.59,96 | 0VRJ0      |
| 3         | 5    | Anastasija Sjkurdaj | Neutral Athletes A | 2.00,56 |            |
| 4         | 6    | Phoebe Bacon        | USA                | 2.00,76 |            |
| 5         | 3    | Carmen Weiler       | Spanien            | 2.02,26 |            |
| 6         | 7    | Pauline Mahieu      | Frankrike          | 2.03,21 |            |
| 7         | 1    | Iona Anderson       | Australien         | 2.04,60 |            |
| 8         | 8    | Milana Stepanova    | Neutral Athletes B | 2.05,06 |            |